# Haigh Nunatak
Haigh Nunatak är en nunatak i Antarktis. Den ligger i Östantarktis. Australien gör anspråk på området. Toppen på Haigh Nunatak är 30 meter över havet.
Terrängen runt Haigh Nunatak är platt västerut, men österut är den kuperad.  Trakten är obefolkad. Det finns inga samhällen i närheten.